# Rudolf Engelhard

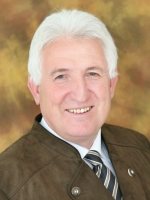
Rudolf Engelhard

Rudolf („Rudi“) Anton Engelhard (* 10. März 1950 in Creußen bei Bayreuth) ist ein bayerischer Politiker der CSU. Er war von 1996 bis Ende April 2008 Landrat im oberbayerischen Landkreis Pfaffenhofen a.d.Ilm. 

## Leben
Rudi Engelhard wurde als Sohn eines Polizisten in Oberfranken geboren und wuchs in Pfaffenhofen an der Ilm auf. Von 1970 bis 1974 war er Kreisvorsitzender der Jungen Union. Nach einer Ausbildung zum Förster in der Bayerischen Technikerschule für Waldwirtschaft in Lohr am Main war er ab 1972 an der Oberforstdirektion München beschäftigt. 1974 holte ihn Staatsminister Hans Eisenmann in das Bayerische Ministerium für Landwirtschaft und Forsten. Nach einem Studium an der Fachhochschule Weihenstephan unterrichtete Engelhard als Dozent an der Bayerischen Verwaltungsschule. Engelhard lebt mit seiner Frau  in Wolnzach. 

## Öffentliche Ämter
Mitglied des Bezirkstags Oberbayern war er von 1982 bis 1986. Von 1984 bis 1996 war er auch Stadtrat in Pfaffenhofen an der Ilm. Ab der Wahl 1986 bis 1996 war er Mitglied des Bayerischen Landtags, davon ab 1990 mit dem Pfaffenhofener Direktmandat. 1996 wurde er als Nachfolger von Traugott Scherg Landrat im Landkreis Pfaffenhofen a.d.Ilm und 2002 in seinem Amt bestätigt. Bei der Kommunalwahl 2008 trat er erneut an und unterlag in der Stichwahl dem Kandidaten der Freien Wähler Josef Schäch.